# مایکل یانگ (بازیکن بسکتبال)
مایکل یانگ (انگلیسی: Michael Young؛ زادهٔ ۵ سپتامبر ۱۹۹۴) بازیکن بسکتبال اهل ایالات متحده آمریکا است.
از باشگاه‌هایی که در آن بازی کرده‌است می‌توان به باشگاه فوتبال النصر امارات اشاره کرد.